# Ставрикайская тропа
Ставрикайская тропа — горная тропа в Крыму, продолжение Боткинской тропы от скалы Ставри-Кая к Ялтинской яйле.
Перепад высот — от 650 м до 1300 м.
Вблизи скалы Ставри-Кая Боткинская тропа разделяется на собственно Штангеевскую и Большую Штангеевскую (Ставрикайскую) тропы. Первая идет на юго-запад по скальному козырьку до водопада Учан-Су, вторая идёт круто вверх серпантинами на запад-северо-запад до перевала Ставри-Богаз и выхода на Ялтинскую яйлу. В зимний сезон, при оледенении снега в верхней, особо крутой части тропы имеется опасность срыва.
Для нахождения на территории Ялтинского горно-лесного природного заповедника необходимо оформить пропуск на его сайте.

## Галерея

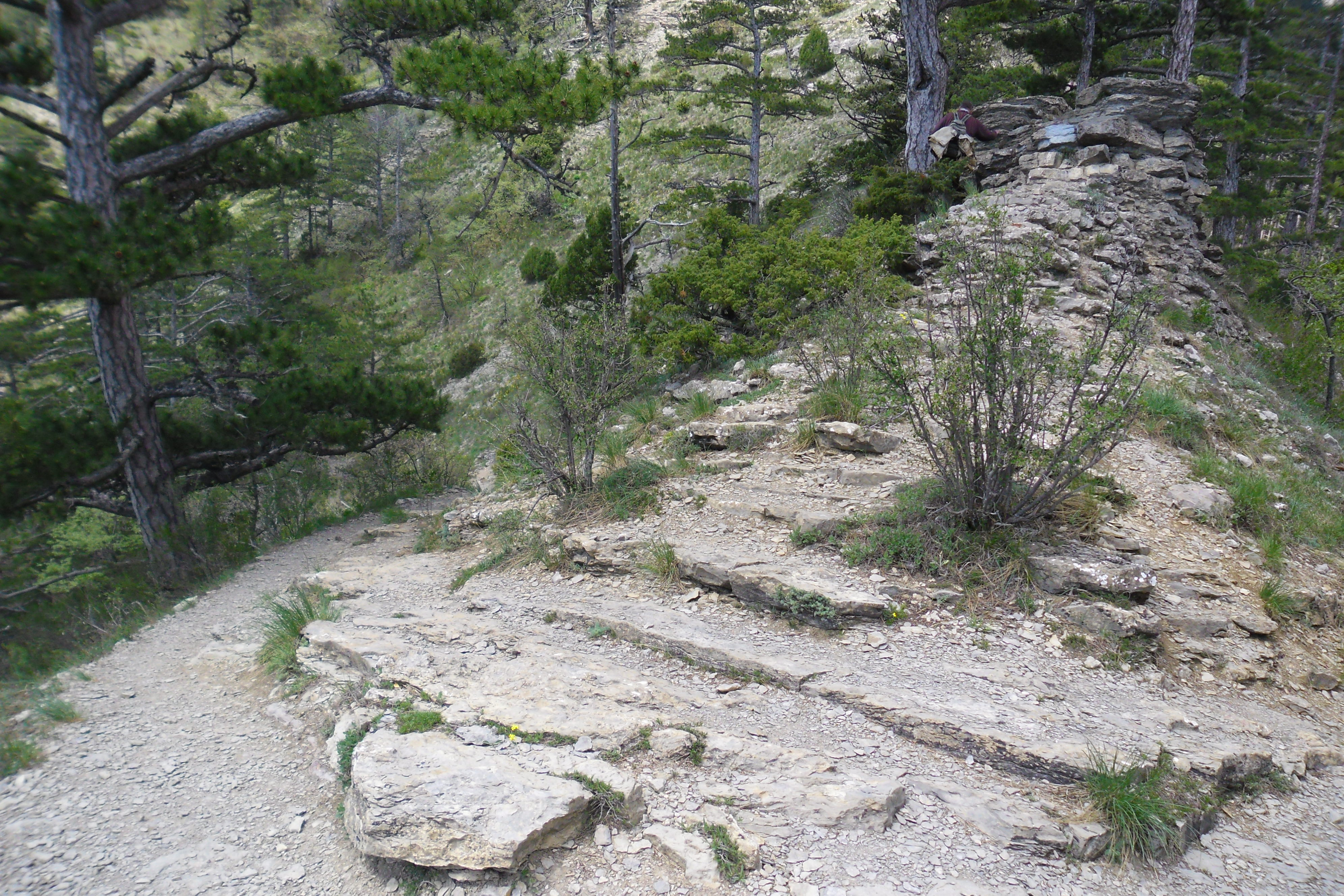
«Вилка» троп: налево и вниз ведет собственно Штангеевская тропа, на гору — Ставрикайская тропа.
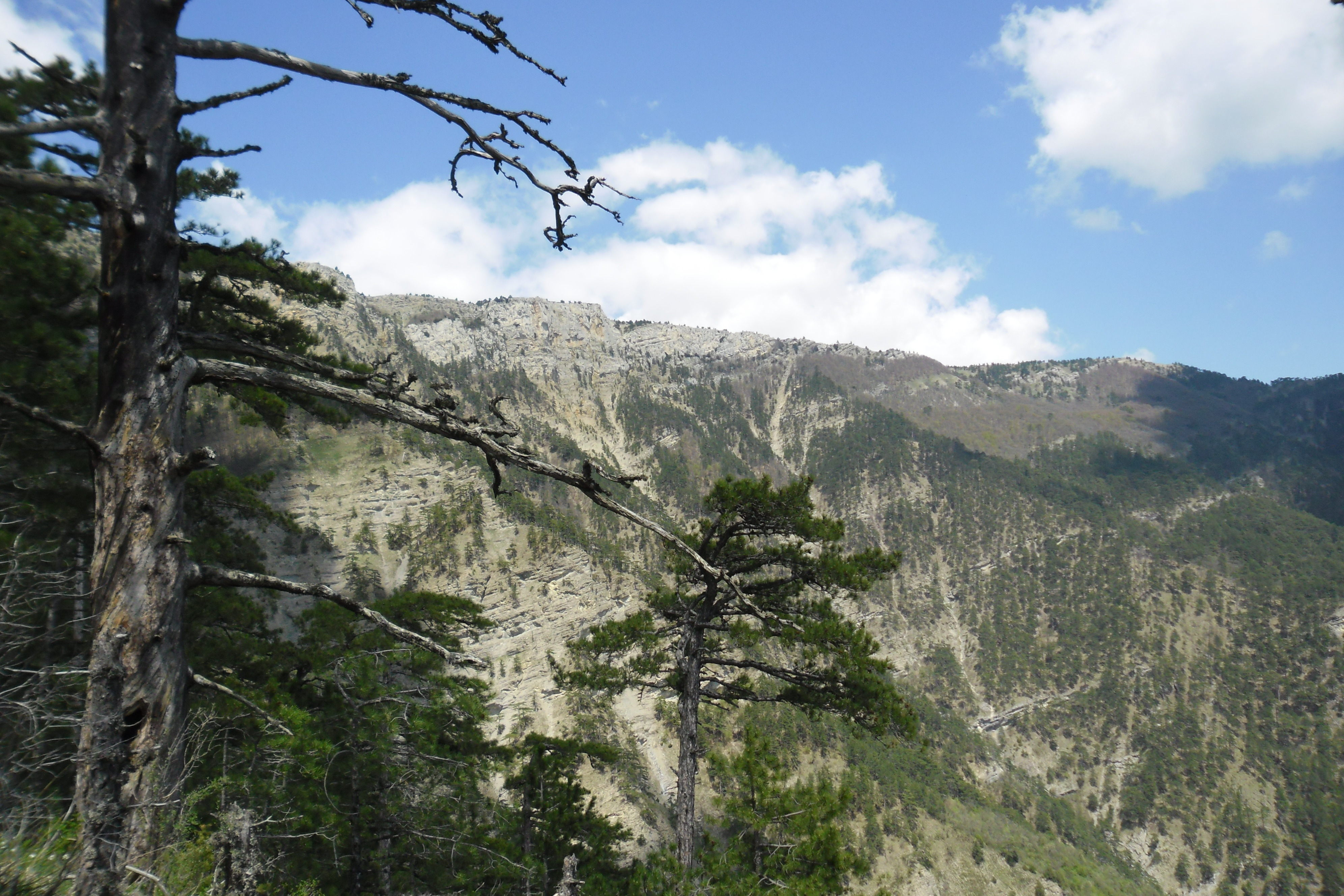
Ялтинская яйла и Иограф, вид с Ставрикайской тропы.
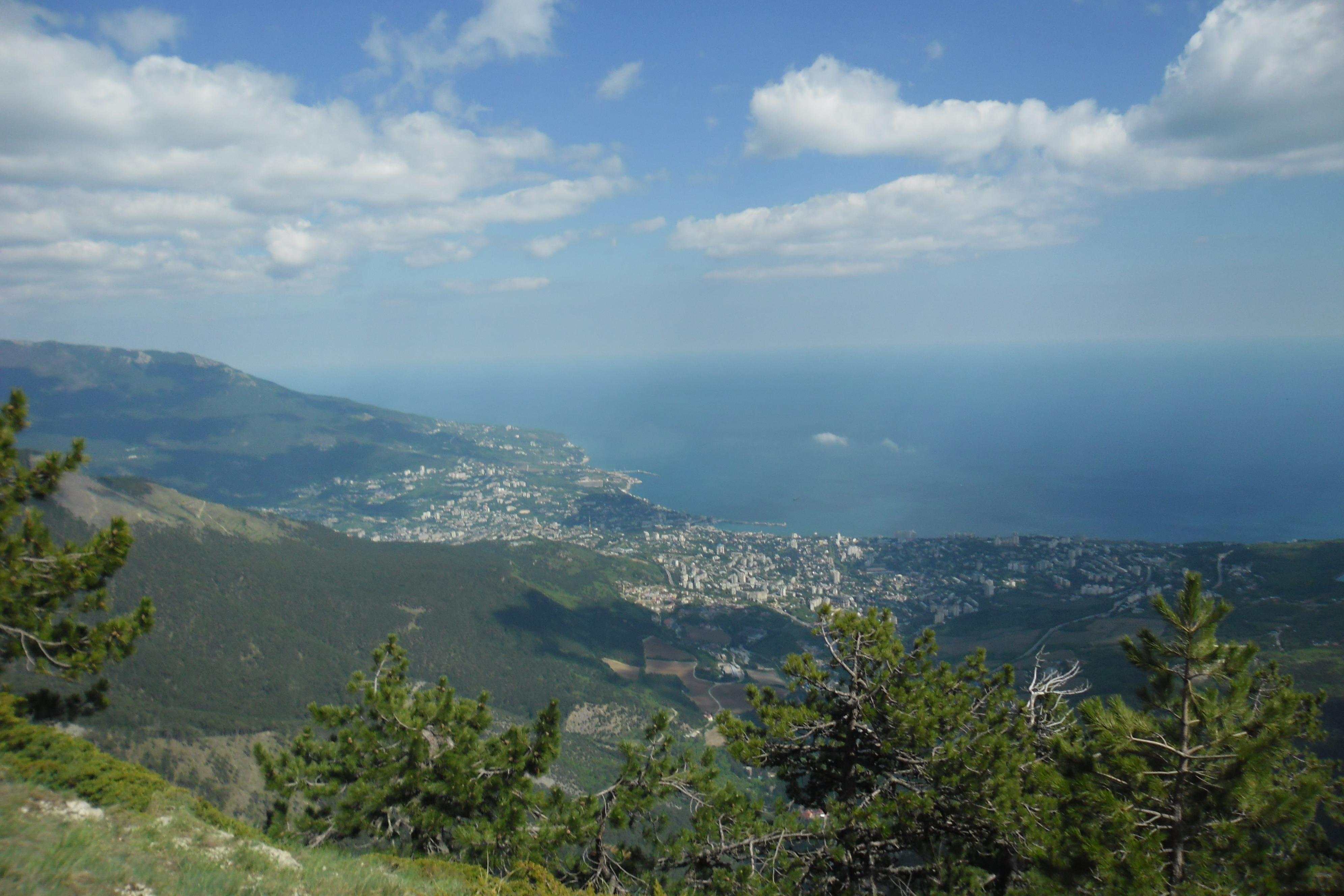
Вид с верхней части Ставрикайской тропы на Ялту.
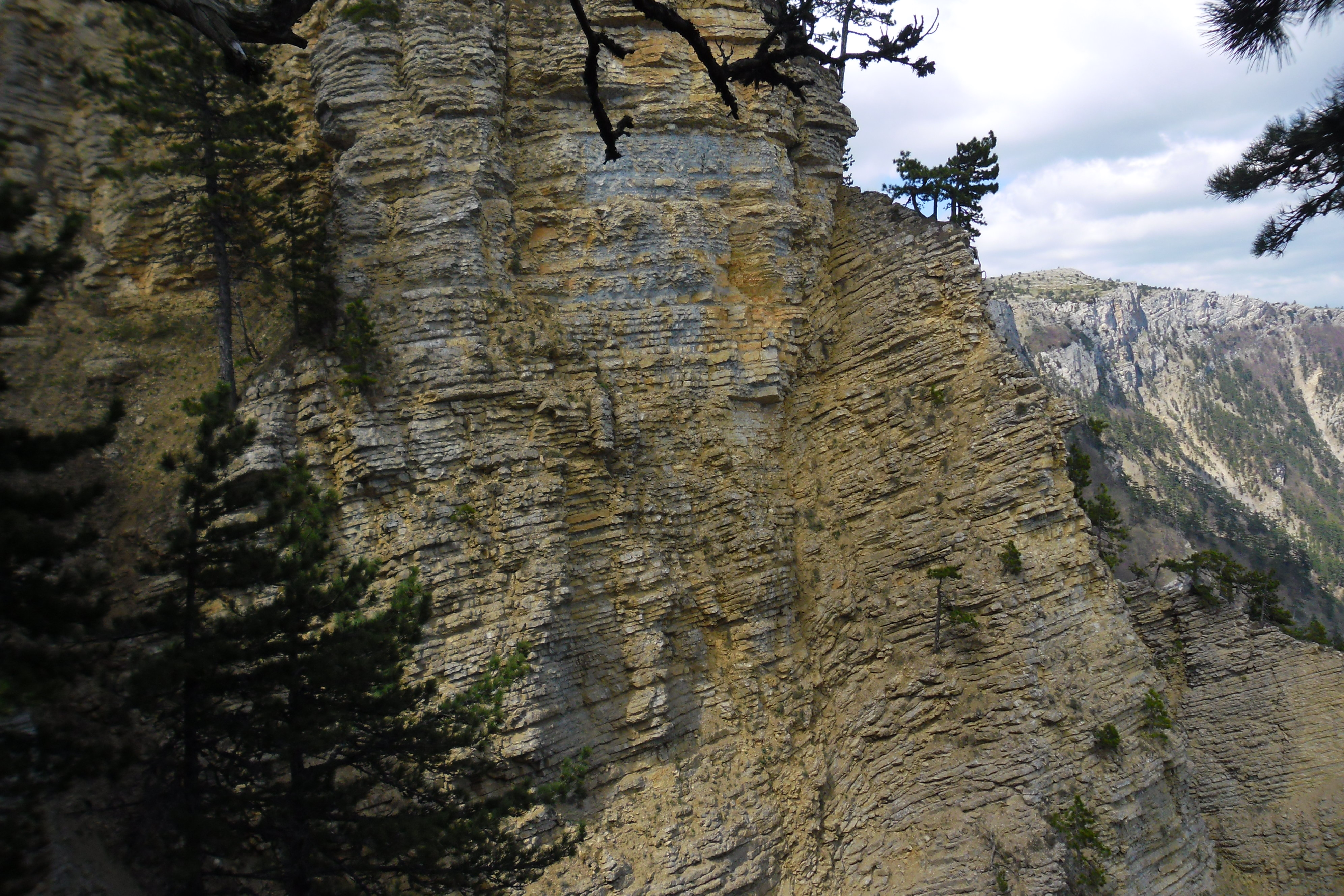
Вид на осадочные породы Ялтинской яйлы со Ставрикайской тропы.
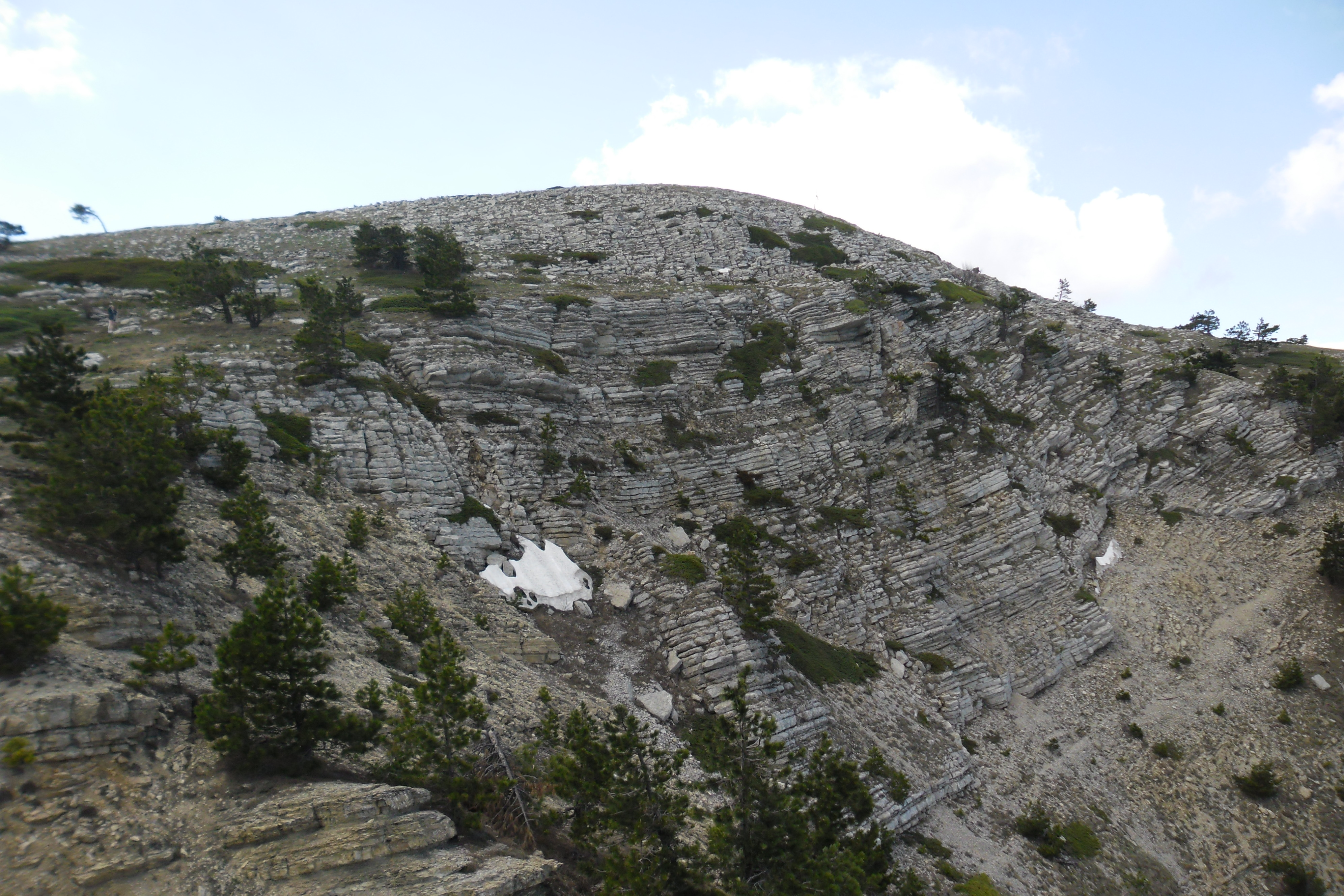
Вид на осадочные породы Ялтинской яйлы со Ставрикайской тропы.